# PVSK-Panthers
A Pécsi VSK-Veolia (becenevén PVSK-Panthers) a Pécsi Vasutas Sportkör férfi kosárlabda szakosztálya. 1946-ban egyike volt azon három csapat között, akik elsőként vidéki csapatként a férfi kosárlabda élvonalában játszott.
Az 1946–47-es szezon óta 54. élvonalbeli szezonját kezdte meg a szakosztály 2024 őszén, ezzel a MAFC után minden idők 2. legtapasztaltabb csapata, egyben a vidéki csapatok közül a legpatinásabb.
A csapat érte el a pécsi férfi kosárlabda legnagyobb sikereit a 2008–09-es szezonban elért alapszakasz-győzelemmel, kupagyőzelemmel és bajnoki ezüstéremmel.

## Története

### 1946–1971: a kezdetek
A pécsi vasutas kosárlabdázás 1943-ban alakult a Széchenyi Gimnázium diákjaira épített csapattal. A legmagasabb osztályba a második világháborút követően megszervezett első bajnokságban sikerült feljutni a területi bajnokságban elért második hely, majd a vidékbajnoki holtversenyes első hely révén. A városnak ráadásul a PEAC (Pécsi MEFESZ) személyében két élvonalbeli csapata is volt. A PVSK az első élvonalbeli győzelmét a Ganz-MÁVAG ellen aratta (35–25). Az első élvonalbeli évek meghatározó játékosa volt Lovrics István, aki tagja volt az 1948-as londoni olimpián részt vevő válogatottnak (melynek bő keretébe Goda Gyula is bekerült, de ő nem utazott Londonba). 1949-ben második lett a Pécsi Lokomotív a Magyar Vasutas Országos Kosárlabda Bajnokságban. 1950-ben a meggyengült keret nem tudta kiharcolni a bennmaradást.
Az országos szövetség 1950 és 1954 között szüneteltette az NB-s rendszert. 1954-ben ismét létrehozták az OB I-et, és a Pécsi Törekvés területi bajnokként jutott fel. 1955-ben és egy évvel később is a 11. helyezést ért el az immáron újra PVSK néven szereplő egyesület a 14 csapat között. A PVSK ekkor számos edzőváltáson átesett, többek között ez is akadályozta az eredményesebb munkát, melynek motorja Szamosi Nándor volt, további tagjai Iflinger, Frank, Gálosi, Gombos és Lovrics. 1956-ban, 17 évesen került a Pécsi Postástól a csapathoz a későbbi korszak meghatározó játékosa, Banna Valér.
1957-ben félfordulós bajnokságot szerveztek, ekkor 10. lett a Pécs. Ezután, 1957 szeptemberétől újra őszi-tavaszi bajnoki rend szerint szervezték a bajnokságot, 1957–1958-ban Masszi Dénes vezetőedző irányítása alatt újra 11. helyezést ért el a csapat. egy évvel később hetedik lett a Gombos I, Pánczél, Szamosi, Iflinger, Banna, Gombos II, Tálos, Erdősi, Bátor, Frank, Füzes, Varga összetételű vasutasgárda, mely eredményt egy évvel később is megismételték.
1960–1961-ben Czéh László irányítása alatt "csúcsra jutott" a gárda, ötödik lett, ezt két hatodik hely követte, annak ellenére, hogy a pécsi gárda lehetőségei a többi élcsapathoz képest meglehetősen korlátozottak voltak. Ennek eredményeképp az 1962–1963-as bajnokság után a komplett kezdőötös a távozás gondolatával foglalkozott, közülük Banna Valér és Csongor László válogatottak, valamint Pánczél Géza és Molnár Károly el is vált a csapattól. Czéh László edző így az Erdősi, Szamosi, Gombos I összetételű rutinos mag mellé két ifjúsági válogatott játékost, Gyurasitsot és Verbőczit tette a csapatba.
Az 1960-as években stabil középcsapat volt a PVSK. Gyurasits István hamarosan a felnőtt válogatottban is szót kapott, és 1968-as távozásáig a csapat vezérévé nőtte ki magát. 1967-ben bemutatkozott a csapatnál Rabb József, és visszatért Csongor László is, így 1968-ban, amikor Szamosi Nándor átvette a vezetőedzői feladatokat, Gyurasits, Csongor, Rabb és Tahy révén négy válogatott kerettaggal állt fel, akiket Erdősi, Pánczél, Pálvölgyi, Meszler, Tölgyes, Talló, Metzing és Gyenge dr. egészített ki. 1968-ban, valamint egy évvel később, 1969-ben is 10. lett a csapat, miközben Gyurasits és Pálvölgyi a Honvéd, Tahy a Táncsics SE játékosa lett. Ezután a csapat minden évben a bentmaradást tűzte ki a céljául. Ez 1970-ben sikerült egy 12. hellyel, de 1971-ben, amikor a 40 éves Erdősi Lajos – aki az NB I-be jutás óta folyamatosan, 17 éven keresztül a PVSK-ban játszott – a csapat edzője lett, a csapat 13. helyen végzett és kiesett.

### 1972–1990: az első érem
Nem volt hosszú a búcsú az élvonaltól, hiszen 1972-ben Erdősi Lajos edző vezetésével veretlenül megnyerték a másodosztályt. A hetvenes évek során a 7-13. hely között liftezett a csapat, az 1981–82-es szezonban lépett előre a hatodik helyre. 1983-ban a Magyar Népköztársaság Kupában bronzérmet szerzett a csapat. A nyolcvanas években az élvonalban küzdött vagy inkább küszködött a csapat, ugyanis egyre nagyobb figyelem terelődött az akkoriban még csak feljövő női kosárlabdára. Megjelentek az első légiósok a Mecsekalján, de hiába voltak ők, a válogatottak, a nemzeti csapatig eljutni ugyan nem tudó, de kiváló képességű játékosok, nem tudták megakadályozni az 1990-es kiesést. A kor néhány játékosa: Rabb József, Pálvölgyi, Hosszú, Gálosi, Szabó, Halász, Tölgyesi, Meszler, Móró, dr. Naumov, Tahi, Rab Gyula, Gombos, Varasdi, Vojtek, Darázs, Tóth, Kövecses, Onhausz, Szakács, Boros, Hamarics, Solti, Perger, Kovács, Németh, Ottó, Richter, Füzy, Marijankovics, Dzanko, Nagy, Káldy, Szamosi, Ilcsik, Czigler, Hoffmann Zoltán, Bozi, Venclovas, Grigas, Vitári, Bán, Mogyorósi.

### 1990–2003: visszafogottabb évek
Két B csoportos év után a PVSK az 1992–93-as szezonban, egy év erejéig ismét az első osztályban szerepelt, majd tíz évre elbúcsúzott az élvonaltól, sőt 1995-től 2000-ig az NB I/B csoporttól is. A város azonban a PEAC-PPTSE, majd a belőle megalakuló Matáv Pécs révén 1995 és 2000 között NB I-es, 1997-től újra élvonalbeli, sőt 1999 őszén nemzetközi meccseken szurkolhatott. Az NB I-ből való kiesés után 1995-től a PVSK szakosztálya Pécsváradra költözött, ahol az NB II-ben lassú építkezésbe kezdtek, melynek eredményeképp 2000-ben, immáron MATÁV-PVSK néven visszajutott a csapat az NB I/B-be. 2000-ben a Matáv SE szétesésével a PVSK visszaköltözött Pécsre. A csapat elvileg vállalhatta volna az A csoportban indulást a Matáv jogán, ám nem ezt választották, hanem a helyi fiatalokkal való folyamatos építkezést. Ennek eredményeképp folyamatosan javuló eredmények mellett 2003-ban a B csoportból feljutott az élvonalba. A kor néhány játékosa: Nazarenko, Sipos, Miklóssy, Kovács, Tyaguszov, Völgyi, Ihász, Dull, Káldy, Milovidov, Haszjanov, Pákozdi, Ribarics, Csirke, Hoffmann Balázs, Radnóti, Móricz, Malick, Balogh, Buzogány.

### 2003–2009: sikerek útján

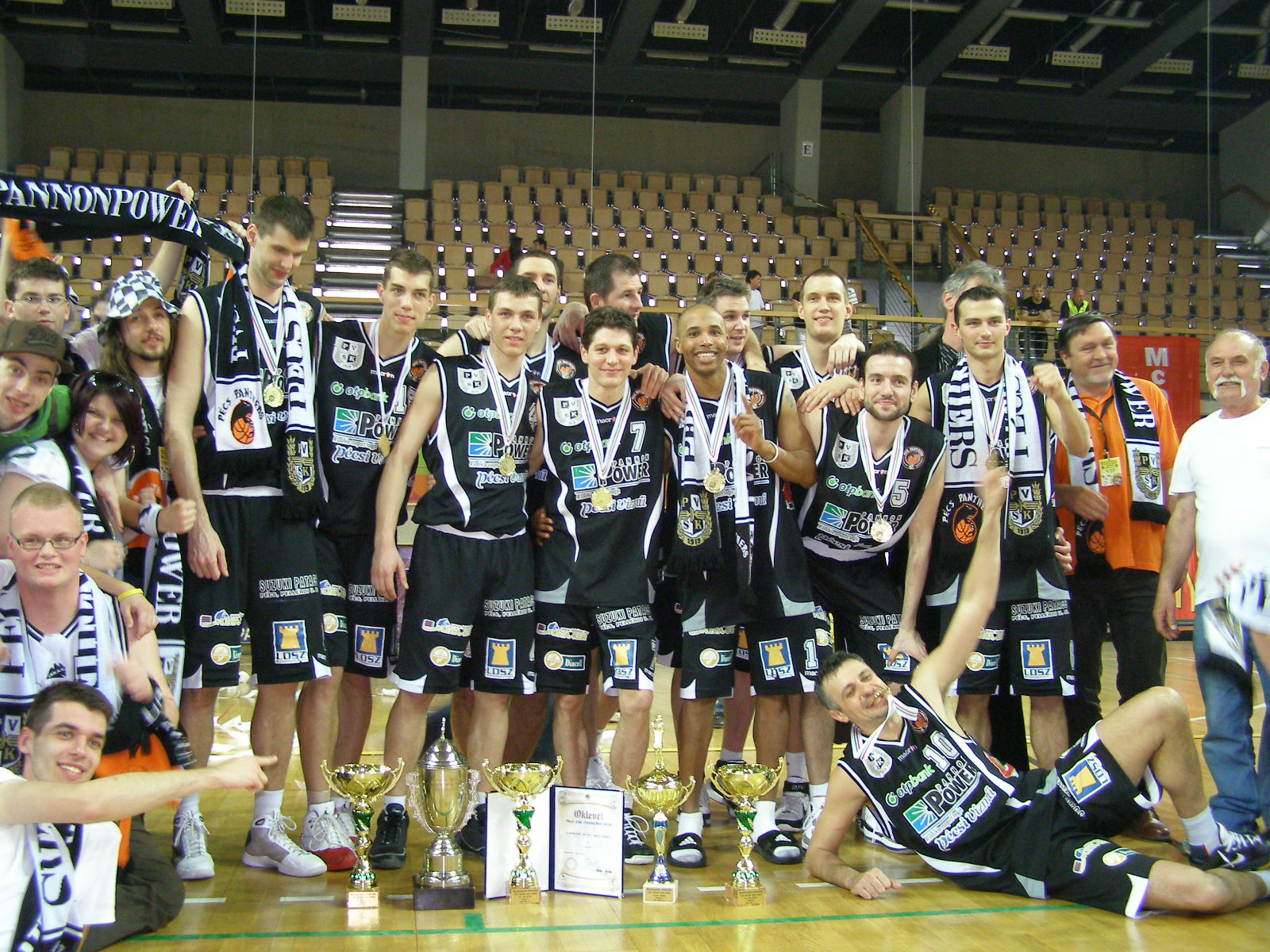
A kupagyőztes csapat

2003-ban Fodor Péter vette át vezetőedzői posztot. Első évében simán bennmaradt a csapat az élvonalban, utána öt éven át minden évben a felsőházi rájátszás tagja volt. A korszak meghatározó alakja a 2004-ben a csapathoz igazoló Stojan Ivković, aki két évet játékosként, három évet szakmai igazgatóként töltött a klubnál, és akinek irányításával előbb a város legnagyobb sikereit (bajnoki és kupabronz) megismételte, majd felül is múlta azt bajnoki ezüst-, kupa aranyéremmel. A kor néhány játékosa: Csirke, Horváth Zoltán, Ivković, Orosz, Aleksić, Hosszú, Tóth Norbert, Grebenár, Simon, Lapov, Wittmann, Kelley, Bencze.

### 2009–2022: nemzetközi szereplés, majd kiesés
2009-ben a bajnoki döntőt követően Ivković és a csapat meghatározó játékosai Kecskemétre illetve Szolnokra igazoltak. A jelentős átalakuláson átesett együttes megnyerte a szuperkupát, azonban a bajnokságban nem jutott a legjobb 8 csapat közé. Egymás utáni három évben egyaránt szezon közben történt edzőcsere (Kmézics Zorán, Ivica Mavrenski, Srećko Sekulović, Csirke Ferenc), ám Csirke személyében hosszú távú megoldást talált a csapat, 2011 decembere és 2019 decembere között változatlan volt a vezetőedző személye. A PVSK-Pannonpower 2011 óta újra minden évben a legjobb 8 csapat között szerepel, de a bajnokságban minden alkalommal kiesett a negyeddöntőben. A magyar kupában 2013-ban és 2016-ban elődöntőbe jutott, mindkét alkalommal a 4. helyen végzett. A kor néhány játékosa: Bíró, Budimir, Eilingsfeld, Halász, Kovács Péter, Nelson, Tóth Norbert.
2019-ben, a Pécsi VSK centenáriumi évében a csapat bronzérmet szerzett a bajnokságban, ezzel kivívta a jogot, hogy ősszel a FIBA Európa-kupában induljon, melyet ősszel 1 győzelemmel és 5 vereséggel zárt. Az őszi bajnoki szezonban 6 forduló alatt 6 győzelmet szerzett a csapat, ám utána zsinórban 7 vereség következett, a csapat lemaradt a magyarkupa-indulásról, és 2019 decemberében Csirke Ferenc vezetőedzői helyére Dragan Aleksić került. A szezon a 21. forduló után félbeszakadt a Covid19-járvány miatt, a PVSK ekkor az 5. helyen állt. A következő évben – a járvány miatt végig zárt kapuk mögött rendezett mérkőzéseken – 11 év után először nem jutott a csapat a rájátszásba, és végül 11. helyen zárt. 2021 decemberében a csapat elköszönt Aleksić-től, helyét az addigi másodedző Andrija Ćirić vette át. Őt még a szezon során menesztették, de a csapat így is a tabella utolsó helyén zárt, és az Atomerőmű SE ellen vívott play-out során kiesett.

## Statisztikák (2003-tól)

### Legtöbb dobott pont egy mérkőzésen
| Év        | Név                                          | Legtöbb dobott pont | Mérkőzés                                                                                      |
| --------- | -------------------------------------------- | ------------------- | --------------------------------------------------------------------------------------------- |
| 2003–2004 | Mladen Gambiroža                             | 43/9                | PVSK–Dombóvár                                                                                 |
| 2004–2005 | Donta Richardson                             | 37/12               | Albacomp–PVSK, 1. forduló                                                                     |
| 2005–2006 | Dragan Aleksić                               | 36/9                | PVSK–Körmend, 8. forduló                                                                      |
| 2006–2007 | Dragan Aleksić                               | 36/24               | PVSK–Falco, MK nyolcaddöntő                                                                   |
| 2007–2008 | Nicholas Mack Williams                       | 30/18               | PVSK–ASE, 25. forduló                                                                         |
| 2008–2009 | Thomas Kelley                                | 31/9                | PVSK–ZTE KK, elődöntő                                                                         |
| 2009–2010 | Srđan Helbich                                | 34/0                | PVSK–Salgótarjáni KSE, 20. forduló                                                            |
| 2010–2011 | Muhammad El-Amin                             | 47/18               | PVSK–Szedeák, 16. forduló                                                                     |
| 2011–2012 | Andrija Ćirić                                | 33/12               | PVSK–Szedeák, 25. forduló                                                                     |
| 2012–2013 | Tóth Norbert                                 | 34/3                | PVSK–Szedeák, középszakasz 4. forduló                                                         |
| 2013–2014 | Veljko Budimir                               | 33/21               | PVSK–ZTE KK, 10. forduló                                                                      |
| 2014–2015 | Veljko Budimir Veljko Budimir Veljko Budimir | 27/12 27/9          | Egis Körmend–PVSK, 7. forduló PVSK–Szedeák, 13. forduló Szedeák–PVSK, középszakasz 2. forduló |
| 2015–2016 | Marko Popadić                                | 32/18               | Jászberényi KSE–PVSK, 26. forduló                                                             |
| 2016–2017 | Ismet Sejfić                                 | 35/3                | PVSK–Alba Fehérvár, 12. forduló                                                               |
| 2017-2018 | Veljko Budimir                               | 31/12               | PVSK - EGIS Körmend, 21. forduló                                                              |
| 2018-2019 | Kameron Taylor                               | 29/6                | PVSK-ZTE KK, 12. forduló                                                                      |

## Örökranglista
2003 óta az NB I/A csoportban dobott legalább 500 pont. Félkövérrel kiemeltek a jelenlegi játékosok. (Utoljára frissítve: 2017. június 21.)
| Hely | Név             | Pont/Mérkőzés |
| 1.   | Budimir, Veljko | 4181/289      |
| ---- | --------------- | ------------- |
| 2.   | Aleksić, Dragan | 2122/140      |
| 3.   | Tóth Norbert    | 1912/217      |
| 4.   | Nelson, Anthony | 1503/126      |
| 5.   | Ivković, Stojan | 1026/66       |
| 6.   | Halász Ákos     | 965/148       |
| 7.   | Grebenár Péter  | 957/109       |
| 8.   | Dénes Gábor     | 923/133       |
| 9.   | Bíró Olivér     | 921/184       |
| 10.  | Lapov, Bojan    | 913/64        |

| Hely | Név                | Pont/Mérkőzés |
| ---- | ------------------ | ------------- |
| 11.  | Csirke Ferenc      | 842/97        |
| 12.  | Wittmann Krisztián | 816/88        |
| 13.  | Kovács Péter       | 809/136       |
| 14.  | Horváth Zoltán     | 790/66        |
| 15.  | Horti Bálint       | 731/72        |
| 16.  | El-Amin, Muhammad  | 661/30        |
| 17.  | Lakatos Péter      | 643/96        |
| 18.  | Kelley, Thomas     | 637/36        |
| 19.  | Richardson, Donta  | 622/31        |
| 20.  | Harazin Tamás      | 614/104       |

| Hely | Név               | Pont/Mérkőzés |
| ---- | ----------------- | ------------- |
| 21.  | Madison, Delmonte | 602/28        |
| 22.  | Simon Balázs      | 601/37        |
| 23.  | Selfić, Ismet     | 584/37        |
| 24.  | Eilingsfeld János | 578/87        |
| 25.  | Ćirić, Andrija    | 571/26        |
| 26.  | Hosszú Gergely    | 552/136       |
| 27.  | Gambiroža, Mladen | 539/35        |
| 28.  | Orosz László      | 524/67        |
| 29.  | Williams, Nick    | 515/30        |

- Legtöbb pont: Veljko Budimir (4181)
- Legtöbb mérkőzés: Veljko Budimir (289)[27]
- Legmagasabb pontátlag: Muhammad El-Amin (22,03)

## Bajnoki helyezések az NB I-ben
| Év        | Csapatnév       | Hely   |
| --------- | --------------- | ------ |
| 1946–1947 | Pécsi VSK       | 11-12. |
| 1947–1948 | Pécsi VSK       | 10.    |
| 1948–1949 | Pécsi Lokomotív | 11-12. |
| 1949–1950 | Pécsi Lokomotív | 13.    |
|           |                 |        |
| 1955      | Pécsi Törekvés  | 11.    |
| 1956      | Pécsi Törekvés  | 11.    |
| 1957      | Pécsi VSK       | 10.    |
| 1957–1958 | Pécsi VSK       | 11.    |
| 1958–1959 | Pécsi VSK       | 7.     |
| 1959–1960 | Pécsi VSK       | 7.     |
| 1960–1961 | Pécsi VSK       | 5.     |
| 1961–1962 | Pécsi VSK       | 6.     |
| 1962–1963 | Pécsi VSK       | 6.     |
| 1964      | Pécsi VSK       | 8.     |
| 1965      | Pécsi VSK       | 8.     |
| 1966      | Pécsi VSK       | 11.    |
| 1967      | Pécsi VSK       | 6.     |
| 1968      | Pécsi VSK       | 10.    |
| 1969      | Pécsi VSK       | 10.    |
| 1970      | Pécsi VSK       | 12.    |
| 1971      | Pécsi VSK       | 13.    |
|           |                 |        |
| 1973      | Pécsi VSK       | 11.    |
| 1974      | Pécsi VSK       | 8.     |

| Év        | Csapatnév     | Hely    |
| --------- | ------------- | ------- |
| 1975      | Pécsi VSK     | 8.      |
| 1976      | Pécsi VSK     | 13.     |
| 1977      | Pécsi VSK     | 12.     |
| 1978      | Pécsi VSK     | 7.      |
| 1979      | Pécsi VSK     | 8.      |
| 1980–1981 | Pécsi VSK     | 8.      |
| 1981–1982 | Pécsi VSK     | 6.      |
| 1982–1983 | Pécsi VSK     | 9.      |
| 1983–1984 | Pécsi VSK     | 9.      |
| 1984–1985 | Pécsi VSK     | 13.     |
| 1985–1986 | Pécsi VSK     | 13. (B) |
| 1986–1987 | Pécsi VSK     | 12. (B) |
| 1987–1988 | Pécsi VSK     | 15. (B) |
| 1988–1989 | Pécsi VSK     | 15. (B) |
| 1989–1990 | Pécsi VSK     | 19. (B) |
| 1990–1991 | Pécsi VSK     | 17. (B) |
| 1991–1992 | Pécsi VSK     | 13. (B) |
| 1992–1993 | Pécsi VSK     | 17.     |
| 1993–1994 | Pécsi VSK     | 18. (B) |
| 1994–1995 | Pécsi VSK     | 20. (B) |
|           |               |         |
| 2000–2001 | Pécsi VSK     | 20. (B) |
| 2001–2002 | PVSK-Panthers | 15. (B) |
| 2002–2003 | PVSK-Panthers | 15. (B) |

| Év        | Csapatnév             | Hely    |
| --------- | --------------------- | ------- |
| 2003–2004 | PVSK-Panthers         | 12.     |
| 2004–2005 | PVSK-Pécs Expo        | 5.      |
| 2005–2006 | PVSK-Pécs Expo        | 4.      |
| 2006–2007 | PVSK-Expo Center Pécs | 3.      |
| 2007–2008 | PVSK-Expo Center Pécs | 6.      |
| 2008–2009 | Pécsi VSK-Pannonpower | 2.      |
| 2009–2010 | Pécsi VSK-Pannonpower | 11.     |
| 2010–2011 | Pécsi VSK-Pannonpower | 8.      |
| 2011–2012 | Pécsi VSK-Pannonpower | 7.      |
| 2012–2013 | Pécsi VSK-Pannonpower | 8.      |
| 2013–2014 | Pécsi VSK-Pannonpower | 7.      |
| 2014–2015 | Pécsi VSK-Pannonpower | 7.      |
| 2015–2016 | Pécsi VSK-Pannonpower | 8.      |
| 2016–2017 | Pécsi VSK-Pannonpower | 6.      |
| 2017–2018 | Pécsi VSK-Veolia      | 6.      |
| 2018–2019 | Pécsi VSK-Veolia      | 3.      |
| 2019–2020 | Pécsi VSK-Veolia      | 5.      |
| 2020–2021 | Pécsi VSK-Veolia      | 11.     |
| 2021–2022 | Pécsi VSK-Veolia      | 14.     |
| 2022–2023 | Pécsi VSK-Veolia      | 16. (B) |
| 2023–2024 | Pécsi VSK-Veolia      | 15. (B) |
| 2024–2025 | Pécsi VSK-Veolia      | 14.     |
| 2025–2026 | Pécsi VSK-Veolia      | (B)     |

## Magyar kupaeredmények
2009
 –
 1983, 2007

## A csapat elérhetőségei
- PVSK Marketing Kft.  7622 Pécs, Verseny u. 11.
- Tel.: +36 72 520-542
- Fax.: +36 72 520-543